# Christa Ludwig (Autorin)

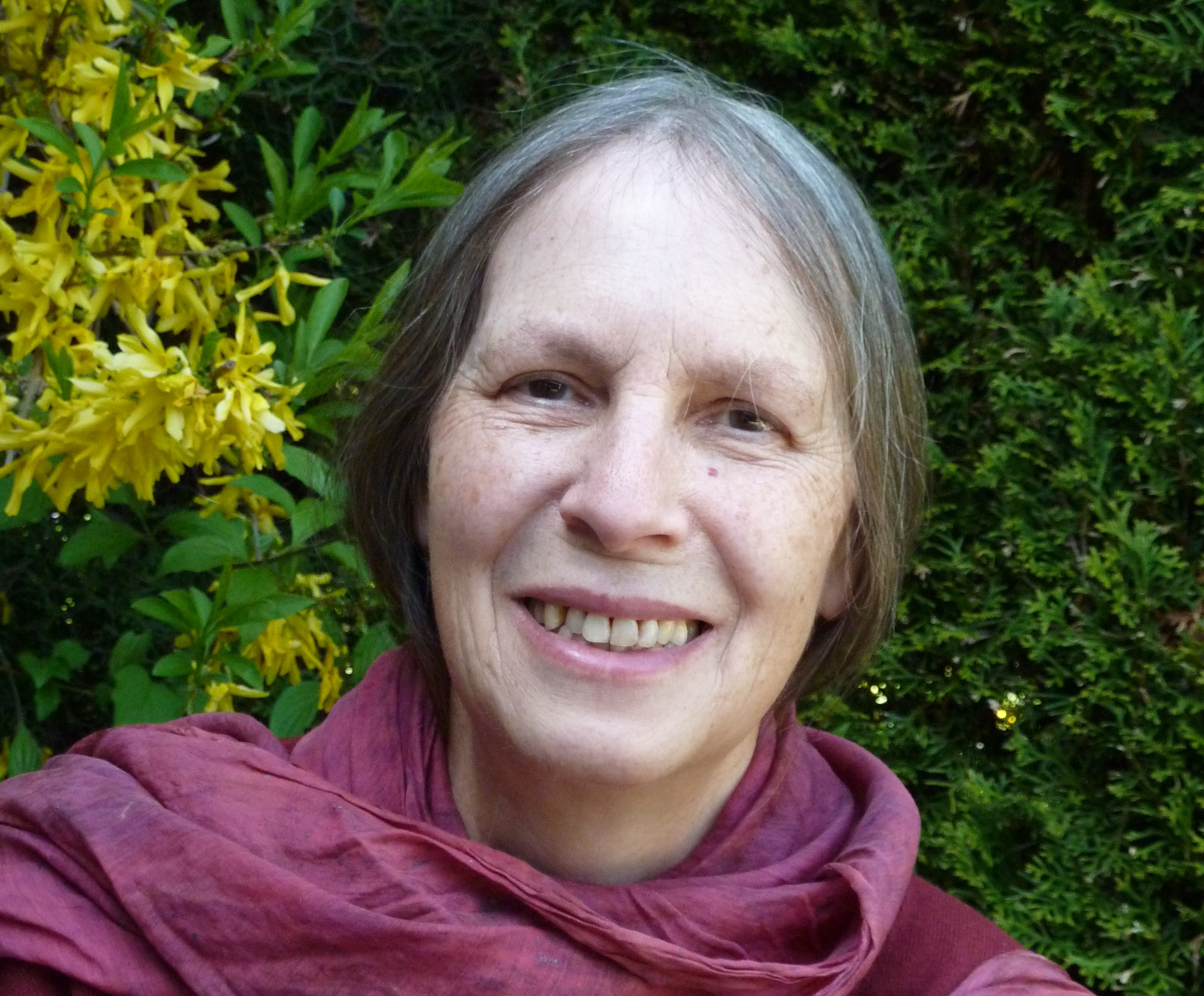
Christa Ludwig in 2018

Christa Ludwig, geborene Christa Schnorrenberg (* 1. November 1949 in Wolfhagen, Nordhessen) ist eine deutsche Schriftstellerin und Jugendbuchautorin.

## Leben
Christa Ludwig besuchte das Goethe-Gymnasium in Dortmund und studierte von 1968 bis 1974 Germanistik und Anglistik in Münster und in Berlin, wo sie anschließend als Lehrerin tätig war. Später wechselte sie an die Internatsschule Schloss Hohenfels in Hohenfels (bei Stockach). Ihr erstes veröffentlichtes Werk, ein Fabel-Schauspiel mit dem Titel „Die Kinder und die Tiere im Weltenreich Volumien“, hatte sie für ihre Schüler geschrieben; es erschien im Jahr 1983 als einmalige Sonderausgabe in kleiner Auflage.
Ab 1989 wurde Christa Ludwig als Kinder- und Jugendbuchautorin bekannt. Aus ihrer langjährigen Erfahrung mit Pferden entstand die sechsbändige Reihe „Hufspuren“, die insbesondere von jungen Pferdeliebhaberinnen gelesen wurde. Es folgten die Bände „Himmelshuf“ und „Mähnenmeer“ sowie weitere Bücher zum Themenbereich Pferde, aber auch einzelne Werke für erwachsene Leser.
Christa Ludwig erhielt 1998 ein Stipendium des Förderkreises deutscher Schriftsteller. Im August 2001 wurde das nach ihrer Erzählung „Pendelblut“ vom NDR produzierte und ausgestrahlte gleichnamige Hörspiel zum Hörspiel des Monats gewählt. Ihr Roman „Carlos in der Nacht“ wurde im Jahr 2005 in die Auswahlliste der Goldenen Leslie für das beste deutschsprachige Jugendbuch des Jahres aufgenommen.
Christa Ludwig ist Mitglied im Verband deutscher Schriftsteller und gehörte dem Autorenkreis Quo Vadis an. Seit 2014 ist sie Redakteurin und Mitherausgeberin der jährlich erscheinenden Literatur- und Kulturzeitschrift „Mauerläufer“.

## Privates
Die Autorin lebt mit ihrem Mann und einem Islandpferd in der Nähe des Bodensees und hat drei erwachsene Söhne.

## Ehrungen (Auswahl)
- 1998 Stipendium des Förderkreises deutscher Schriftsteller[1]
- 1999 3. Preis beim Ellwanger Jugendliteraturpreis[1]
- 2001 Hörspiel des Monats („Pendelblut“)[9]
- 2019 Eichendorff-Literaturpreis[10]

## Veröffentlichungen (Auswahl)
- Ein Lied für Daphnes Fohlen. Anrich, Kevelaer 1994, ISBN 3-89106-184-6.
- Blitz ohne Donner. Verlag Freies Geistesleben, Stuttgart 2003, ISBN 3-7725-2245-9.
- Carlos in der Nacht. Verlag Freies Geistesleben, Stuttgart 2005, ISBN 3-7725-1545-2.
- Die Siebte Sage. Verlag Freies Geistesleben, Stuttgart 2007, ISBN 978-3-7725-2177-5.
- Christa Ludwig: Persönlich. Verlag Freies Geistesleben, Stuttgart 2007, ISBN 978-3-7725-2267-3.
- Hufspuren. Verlag Freies Geistesleben, Stuttgart 2008–2010 (Reihe).
- Himmelshuf und Mähnenmeer. Verlag Freies Geistesleben, Stuttgart 2011, ISBN 978-3-7725-2367-0.
- Puzzle-Ponys. Verlag Freies Geistesleben, Stuttgart 2012, ISBN 978-3-7725-2478-3.
- Bellcanto. Verlag Freies Geistesleben, Stuttgart 2016, ISBN 978-3-7725-2797-5.
- Ein Bündel Wegerich, Verlag Oktaven, Stuttgart 2018, ISBN 978-3-7725-3008-1. (Roman über die späten Jahre der Lyrikerin Else Lasker-Schüler in Jerusalem)